# Hieracium canovittatum
Hieracium canovittatum es una especie de planta con flor del género Hieracium, de la familia Asteraceae, orden Asterales.

## Distribución
Hieracium canovittatum se distribuye por Suecia.

## Taxonomía
Fue descrita científicamente por Ohlsen. Fue publicada en Ark. Bot. 33A(13): 7 (1949).